# Oberrohrdorf
Oberrohrdorf (im lokalen Schweizerdeutsch: Oberroodlef, ˈɔbər,roːdləf) ist eine Einwohnergemeinde im Schweizer Kanton Aargau. Sie gehört zum Bezirk Baden und liegt am Rande des Reusstals, zwischen dem Bezirkshauptort Baden und dem Mutschellenpass.

## Geographie
Die Gemeinde liegt etwa drei Kilometer östlich der Reuss am gleichmässig abfallenden Südwesthang des Rohrdorferbergs. Diese Erhebung bildet einen Teil der Heitersberg-Hügelkette, die das Reusstal vom weiter östlich gelegenen Limmattal trennt. Der westliche Teil des Gemeindegebiets besteht aus Niederterrassenschotter, der während der Würm-Kaltzeit durch den Reussgletscher abgelagert wurde. Weiter hangaufwärts ist älterer Deckenschotter aus der Riss-Kaltzeit (vor 150'000 bis 200'000 Jahren) zu finden. Die Zwischenzonen sind zum Teil mit Schwemmlehm aufgefüllt.
Rund einen Kilometer nördlich des Dorfzentrums liegt auf einer Seitenmoräne der Ortsteil Staretschwil, auf einer Höhe von 550 m ü. M. Sowohl Oberrohrdorf als auch Staretschwil sind vollständig mit der Bebauung des tiefer gelegenen Niederrohrdorf zusammengewachsen, die Grenzen zwischen den einst getrennten Dörfern sind kaum mehr auszumachen.
Die Fläche des Gemeindegebiets beträgt 430 Hektaren, davon sind 162 Hektaren bewaldet und 104 Hektaren überbaut. Der höchste Punkt liegt auf dem Kamm des Heitersbergs auf 702 Metern, der tiefste auf 455 Metern an der westlichen Gemeindegrenze. Nachbargemeinden sind Neuenhof im Nordosten, Killwangen im Osten, Spreitenbach im Südosten, Remetschwil im Süden, Niederrohrdorf im Westen und Fislisbach im Nordwesten.

## Geschichte
Archäologische Funde aus prähistorischer Zeit sind am Rohrdorferberg relativ selten, die ältesten auf dem Gemeindegebiet reichen in die Hallstattzeit vor etwa 2800 Jahren zurück. Aus verschiedenen Funden in Nachbargemeinden kann jedoch geschlossen werden, dass die Gegend während der frühen Mittelsteinzeit vor etwa 11'500 Jahren besiedelt gewesen sein könnte. Während der Römerzeit führte möglicherweise eine Strasse von Dättwil über den Südwesthang des Rohrdorferbergs bis nach Lunnern bei Obfelden. Gemäss der Ortsnamenkunde dürfte Oberrohrdorf zwischen dem 6. und 8. Jahrhundert von den Alamannen besiedelt worden sein, Staretschwil in einer späteren Besiedlungsphase zwischen dem 8. und 11. Jahrhundert.
Die erste urkundliche Erwähnung von Rordorf soll um 1040 im Liber Heremi des Klosters Einsiedeln erfolgt sein; dieses Dokument ist aber nur in einer Abschrift aus dem 15. Jahrhundert erhalten. Das älteste erhalten gebliebene Originaldokument mit der Nennung des Ortsnamens, ein von Papst Hadrian IV. ausgestellter Schirmbrief des Klosters Muri, ist auf den 11. März 1159 datiert. Im Habsburger Urbar von 1303/07 ist erstmals explizit von der Siedlung Oberen-Rordorf die Rede. Der Ortsname stammt vom althochdeutschen Rorthorf und bedeutet «Schilfdorf».
Im 11. und frühen 12. Jahrhundert übten vermutlich die Freiherren von Sellenbüren die Herrschaft am Rohrdorferberg aus. Später gelangte das Gebiet unter die Kontrolle der Habsburger, die hier auch über ansehnlichen Eigenbesitz verfügten und nach 1259 von der Fürstabtei Murbach das Patronatsrecht der Kirche Rohrdorf übernahmen. Die Habsburger sicherten sich im Jahr 1273 nach dem Erlöschen des mit ihnen konkurrierenden Geschlechts der Grafen von Kyburg die Landesherrschaft. Ministeriale übernahmen in ihrem Auftrag Verwaltungsaufgaben, zunächst die Herren von Rüssegg, ab 1344 die Herren von Hünenberg. In der ersten Hälfte des 14. Jahrhunderts bildete sich das Amt Rohrdorf heraus, das mit dem Gebiet der Pfarrei weitgehend übereinstimmte. Bedeutende Grundbesitzer waren die Klöster Muri, Wettingen und Gnadenthal. 1413 verkaufte Herzog Friedrich IV. den Rohrdorfer Kirchensatz an das Agnesspital in Baden.
Im April und Mai 1415 eroberten die Eidgenossen den Aargau und das Amt Rohrdorf von den Habsburgern. Oberrohrdorf war nun Teil der Grafschaft Baden, einer gemeinen Herrschaft. Der alle zwei Jahre wechselnde, in Baden residierende eidgenössische Landvogt übte die Landesherrschaft und die Blutgerichtsbarkeit aus. In Oberrohrdorf war er zusätzlich im Besitz der niederen Gerichtsbarkeit, während in Staretschwil das Kloster Wettingen diese Aufgabe innehatte. Die Staretschwiler Offnung, die das Verhältnis zwischen Niedergerichtsherr und Dorfbevölkerung regelte, entstand um 1420. Das entsprechende Originaldokument für Oberrohrdorf ging 1596 bei einem Brand verloren. Unter der Führung von Pfarrer Heinrich Buchmann, dem Bruder von Theodor Bibliander, trat die Pfarrei Rohrdorf im Jahr 1529 zur Reformation über. Zwei Jahre später, nachdem die reformierten Orte im Zweiten Kappelerkrieg unterlegen waren, musste die Bevölkerung wieder die katholische Konfession annehmen. Gegen Ende des Bauernkrieges von 1653 war der Rohrdorferberg Aufmarschgebiet der Zürcher Truppen auf dem Weg zur Entscheidungsschlacht bei Wohlenschwil. Während des Zweiten Villmergerkriegs von 1712 besetzten die katholischen Innerschweizer Orte am 12. Mai den Hügelzug zwischen Reuss- und Limmattal. Wiederholt kam es zu Raubzügen; unter anderem überfielen Bewohner des Rohrdorferbergs die Mühle von Spreitenbach. Rund 5'000 Zürcher rückten am 21. Mai über den Heitersberg gegen Mellingen vor. Oberrohrdorf wurde von den Truppen schwer geplündert, ein Teil des Pfarrarchivs ging dabei verloren.

Luftansicht (1957)

Die alte Herrschaftsordnung brach 1798 mit dem Franzoseneinfall und der Ausrufung der Helvetischen Republik zusammen. Gegen die neue revolutionäre Ordnung leisteten etliche Bewohner des Rohrdorferbergs Widerstand, den die französischen Truppen jedoch im Gefecht bei Hägglingen niederschlugen. Im neuen Einheitsstaat war Oberrohrdorf eine Munizipalität im Distrikt Baden des kurzlebigen Kantons Baden. Das Dorf Staretschwil gehörte zur Munizipalität Niederrohrdorf. Mit der Mediationsverfassung von 1803 entstand der neue Kanton Aargau, und Oberrohrdorf schloss sich mit Busslingen zusammen. 1805 vereinigten sich Busslingen, Niederrohrdorf, Oberrohrdorf, Remetschwil und Staretschwil zur Gemeinde Rohrdorf, wobei die fünf Gemeindeteile je einen Vertreter im Gemeinderat stellten. Wie es zu diesem Zusammenschluss kam, ist unklar, da die Quellen den Ablauf nicht detailliert darstellen. Treibende Kräfte waren Bezirksamtmann Johann Ludwig Baldinger und Friedensrichter Johann Vogler, die vermutlich einige Entscheide selbstherrlich gefällt und sich über das demokratische Mitbestimmungsrecht hinweggesetzt hatten.

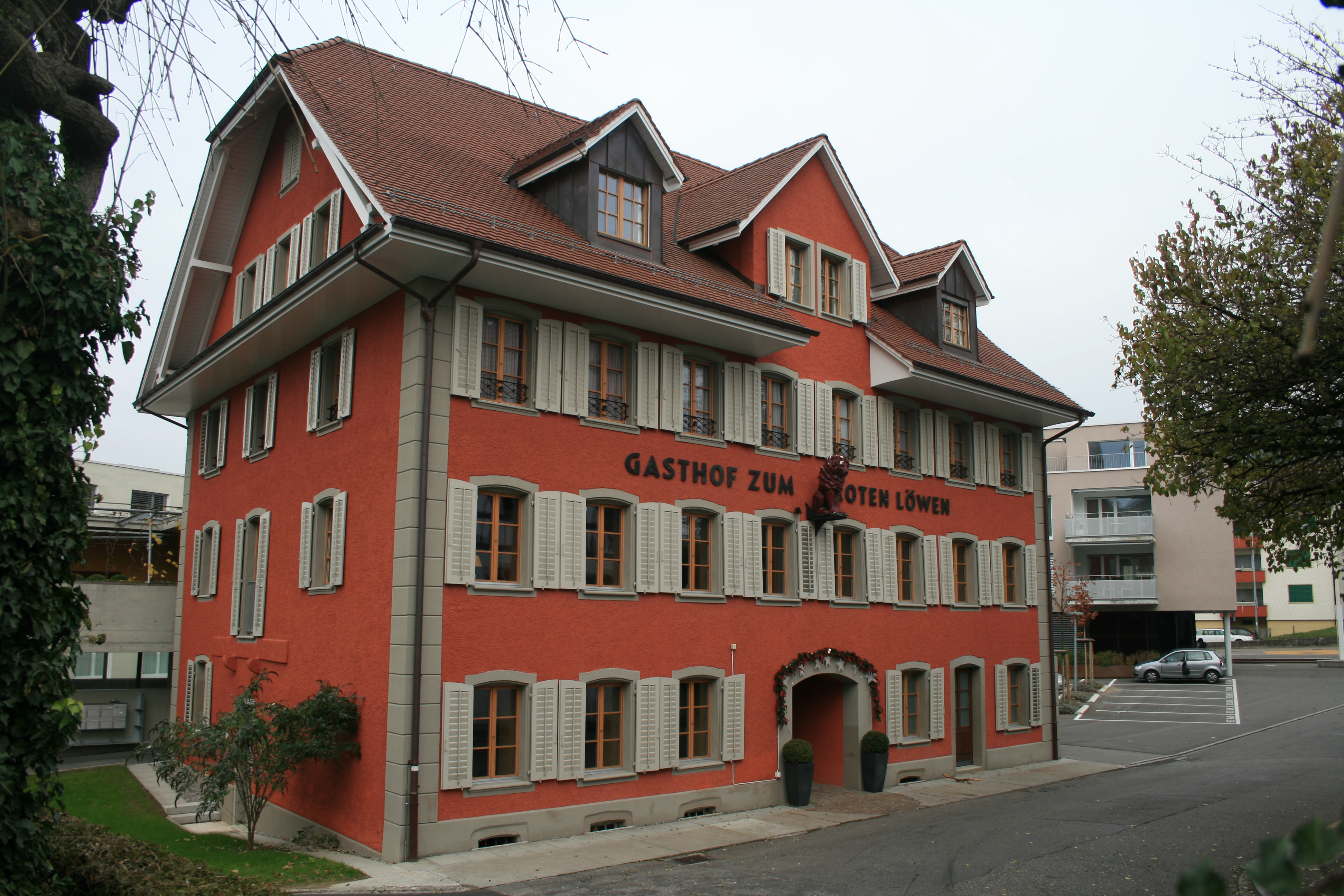
Gasthof «zum Roten Löwen»

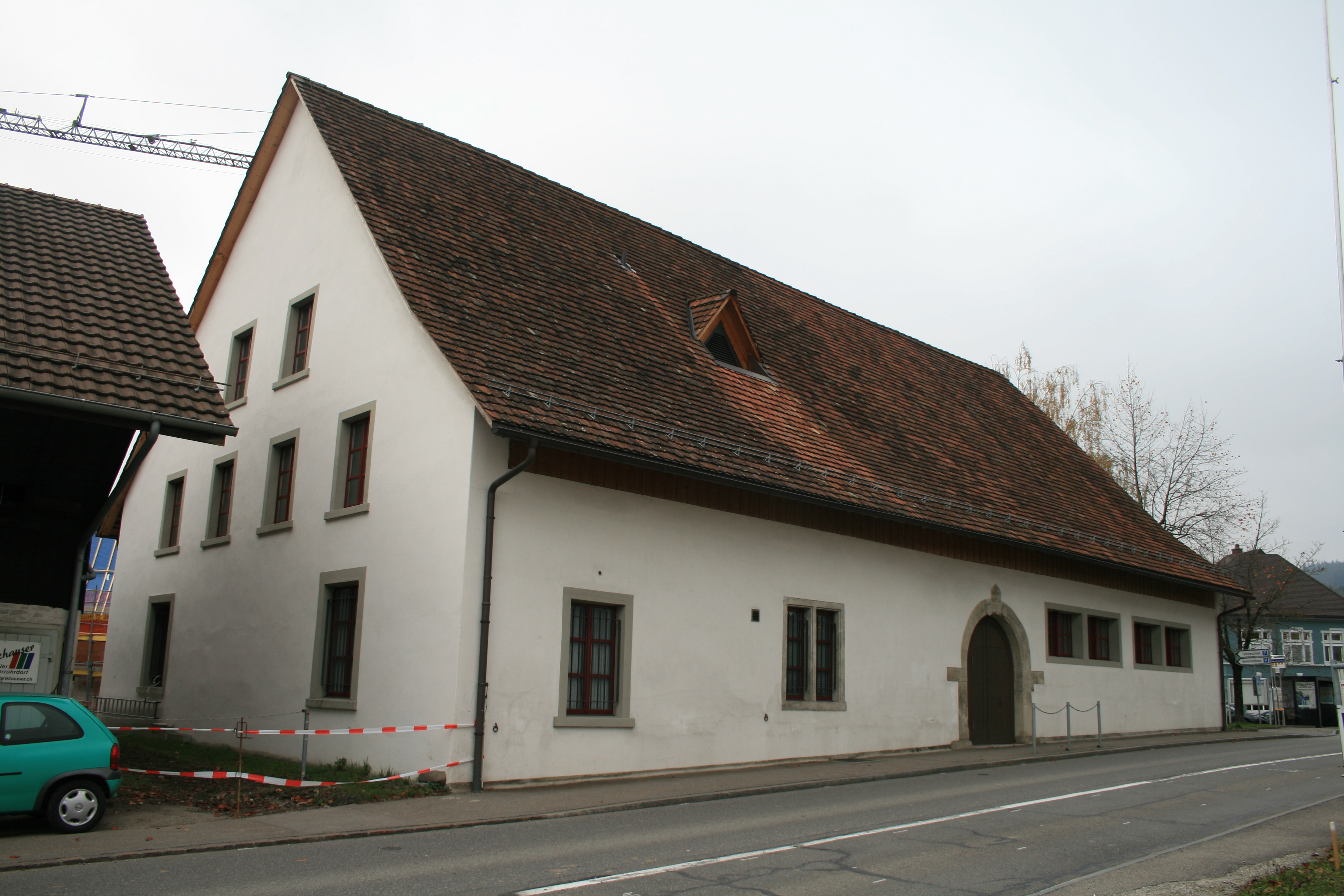
Zehntenscheune

Die Gemeinde Rohrdorf war strukturschwach. Das Leben war fast ausschliesslich auf die Landwirtschaft ausgerichtet, die wenigen Gewerbebetriebe dienten den lokalen Bedürfnissen. Die Ablösung der Feudallasten zog sich über Jahrzehnte hin. Aufgrund von Armut und Hungersnöten kam es nach 1816 («Jahr ohne Sommer») und erneut in den 1840er Jahren zu Auswanderungswellen. Wiederholt gab es Bemühungen der zum Teil autonomen Dorfgemeinschaften, die Grossgemeinde wieder zu trennen, da die Zusammenarbeit in organisatorischen und finanziellen Belangen nicht reibungslos funktionierte. Entsprechende Gesuche lehnte die Kantonsregierung in den Jahren 1813, 1816, 1832, 1842, 1850 und 1853 ab. Sämtliche Gesuche gingen von Remetschwil aus, während Staretschwil und Busslingen diese meist nicht unterstützten. Schliesslich forderte der Grosse Rat die Regierung auf, die Trennung durchzuführen. 1854 wurde Rohrdorf in die drei Gemeinden Niederrohrdorf, Oberrohrdorf und Remetschwil getrennt. Busslingen wurde mit Remetschwil zusammengeschlossen, Staretschwil mit Oberrohrdorf. Die Verwaltungsstrukturen blieben komplex: Neben der Gemeindeversammlung der Gesamtgemeinde gab es in Oberrohrdorf und Staretschwil je eine Ortseinwohner- und Ortsbürgerversammlung, womit insgesamt fünf Körperschaften existierten. 1965 wollte sich Staretschwil abspalten, was die Ortseinwohnergemeinde von Oberrohrdorf und die Gesamtgemeinde jedoch ablehnten. Schliesslich wurden beide Ortseinwohnergemeinden 1974 fusioniert, der Zusammenschluss der Ortsbürgergemeinden erfolgte erst 2007.
Ab der Mitte des 19. Jahrhunderts diversifizierte sich die Wirtschaft allmählich. Es begannen sich Gewerbebetriebe anzusiedeln, die über den rein lokalen Markt hinaus produzierten. Die Mechanisierung der Landwirtschaft machte eine Zusammenlegung der vielen kleinen Parzellen notwendig, um sie rationeller bewirtschaften zu können. Die dazu notwendige Güterregulierung liess jedoch bis 1939 auf sich warten. 1891 begann auf genossenschaftlicher Basis der Bau eines Wasserversorgungsnetzes. 1911 erfolgte der Anschluss ans Stromnetz; während in Oberrohrdorf eine Genossenschaft für den Aufbau und Unterhalt des lokalen Netzes verantwortlich war, errichtete die Motor AG das Staretschwiler Netz. Zu Beginn des Zweiten Weltkriegs baute die Schweizer Armee die Limmatstellung aus, zu der ein komplexes System von Festungsanlagen auf dem Heitersberg-Hügelzug gehörte; im Buacher bei Oberrohrdorf entstand eine Artilleriestellung. Mit der Réduitstrategie verlor die Limmatstellung im Sommer 1940 ihre Bedeutung, und die im Dorf zahlreich einquartierten Truppen wurden abgezogen. Der Plan Wahlen erforderte eine markante Vergrösserung der Anbaufläche.
Ende der 1950er Jahre setzte aufgrund des Siedlungsdrucks in den Zentren Baden und Zürich eine rege Bautätigkeit ein. Besonders stark war die Bevölkerungszunahme in den 1960er Jahren, als die Einwohnerzahl sich mehr als verdoppelte; in den 1970er Jahren stieg diese um weitere 50 % an, um danach allmählich abzuflachen. Einzelne Mehrfamilienhäuser und ausgedehnte Terrassensiedlungen an Hanglage verdrängten in wenigen Jahren die ländlich-bäuerliche Dorfstruktur. 1964 wurde ein Zonenplan verabschiedet, um die ungebremste Bautätigkeit nicht vollends ausufern zu lassen. Die überbaute Fläche wuchs mit jener von Niederrohrdorf zusammen, auch zu Staretschwil bestand keine sichtbare Grenze mehr. Seit Beginn des 21. Jahrhunderts ist wieder eine markante Bevölkerungszunahme zu verzeichnen. 2005 gab es Überlegungen, eine Fusion mit der Nachbargemeinde Niederrohrdorf anzustreben, die im Jahr 2010 hätte erfolgen sollen. Während die Niederrohrdorfer Gemeindeversammlung einem entsprechenden Planungskredit zustimmte, wurde dieser in Oberrohrdorf abgelehnt.

## Sehenswürdigkeiten

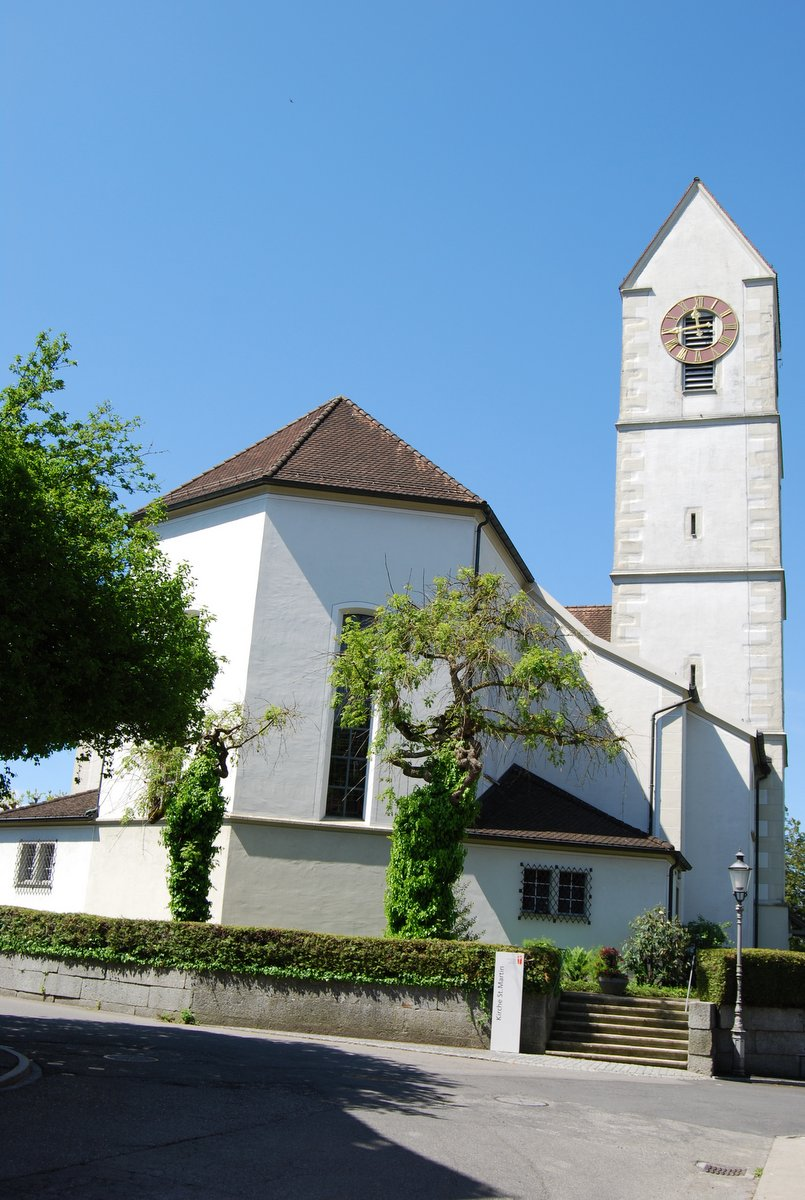
Katholische Pfarrkirche St. Martin

Die Pfarrkirche St. Martin geht bis auf das 11. Jahrhundert zurück. Um 1640 entstand ein barocker Neubau, wobei man den mittelalterlichen Kirchturm beibehielt. Die Kirche erwies sich drei Jahrhunderte später als zu klein, weshalb die Kirchgemeinde sie 1939 abbrechen und durch eine weitaus grössere Anlage ersetzen liess. Im Originalzustand erhalten blieb wiederum der Kirchturm, dessen Erdgeschoss aus dem 14. Jahrhundert stammt. Neben der Kirche steht das 1751/53 errichtete Pfarrhaus. Ältestes Gebäude der Gemeinde ist die im Kern spätmittelalterliche Zehntenscheune des Badener Agnesspitals, die heute als Kulturzentrum genutzt wird.
Inmitten des Siedlungsgebietes stand der grösste frei wachsende Weihnachtsbaum Europas, ein 44 Meter hoher Mammutbaum, der erstmals 2005 während der Weihnachtszeit montiert und mit über 2'000 elektrischen Kerzenlichtern geschmückt wurde. Er wurde 2015 aufgrund eines Pilzbefalls gefällt.

## Wappen
Die Blasonierung des Gemeindewappens lautet: «In Rot auf grünem Dreiberg gelber Reichsapfel mit Doppelkreuz, überhöht von sechsstrahligem weissem Stern, beseitet von zwei schwarzen Rohrkolben auf grünen beblätterten Stängeln.» Die Abbildung geht auf das amtliche Gemeindesiegel des Jahres 1811 zurück.

## Bevölkerung
Die Einwohnerzahlen entwickelten sich wie folgt:
| Jahr      | 1780 | 1803 | 1860 | 1900 | 1930 | 1950 | 1960 | 1970 | 1980 | 1990 | 2000 | 2010 | 2020 |
| Einwohner | 267  | 185  | 594  | 625  | 772  | 815  | 921  | 1880 | 2863 | 3303 | 3364 | 3880 | 4037 |

Am 31. Dezember 2023 lebten 4255 Menschen in Oberrohrdorf, der Ausländeranteil betrug 19,9 %. Bei der Volkszählung 2015 bezeichneten sich 38,8 % als römisch-katholisch und 24,3 % als reformiert; 36,9 % waren konfessionslos oder gehörten anderen Glaubensrichtungen an. 91,0 % gaben bei der Volkszählung 2000 Deutsch als ihre Hauptsprache an, 1,2 % Italienisch, je 1,1 % Albanisch und Türkisch sowie 1,0 % Französisch.

## Politik und Recht

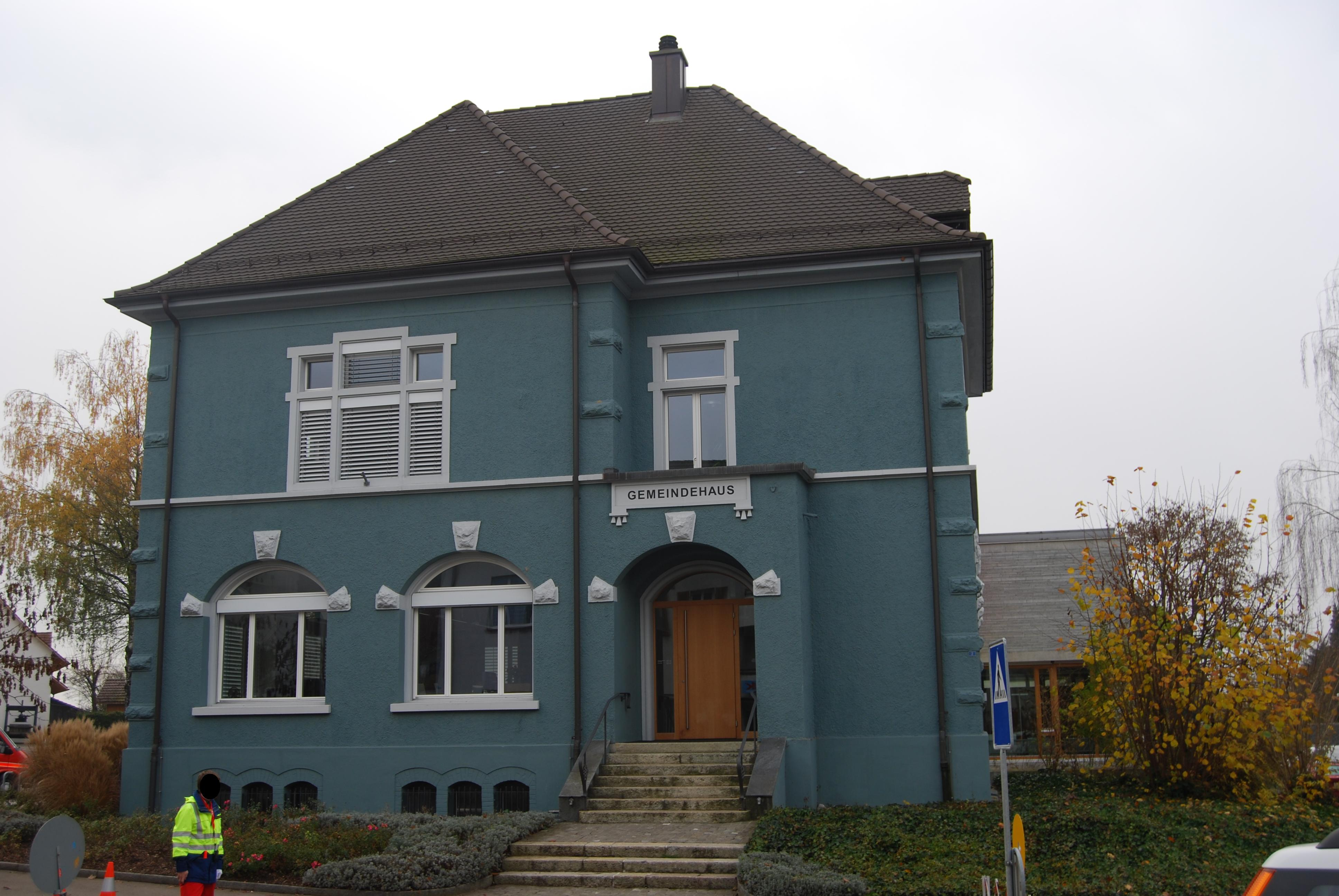
Gemeindehaus

Die Versammlung der Stimmberechtigten, die Gemeindeversammlung, übt die Legislativgewalt aus. Ausführende Behörde ist der fünfköpfige Gemeinderat. Er wird im Majorzverfahren vom Volk gewählt, seine Amtsdauer beträgt vier Jahre. Der Gemeinderat führt und repräsentiert die Gemeinde. Dazu vollzieht er die Beschlüsse der Gemeindeversammlung und die Aufgaben, die ihm vom Kanton zugeteilt wurden. Für Rechtsstreitigkeiten ist in erster Instanz das Bezirksgericht Baden zuständig. Oberrohrdorf gehört zum Friedensrichterkreis V (Mellingen).

## Wirtschaft
In Oberrohrdorf gibt es gemäss der im Jahr 2015 erhobenen Statistik der Unternehmensstruktur (STATENT) rund 880 Arbeitsplätze, davon 3 % in der Landwirtschaft, 18 % in der Industrie und 79 % im Dienstleistungsbereich. Die meisten Erwerbstätigen sind Wegpendler und arbeiten in der Agglomeration Baden.

## Verkehr
Oberrohrdorf liegt an der Kantonsstrasse 282 zwischen Baden und der Mutschellen-Passhöhe, etwa fünf Kilometer südlich des bei Dättwil gelegenen Anschlusses Baden-West der Autobahn A1. Durch das Dorf verkehren zwei Postautolinien vom Bahnhof Baden nach Berikon-Widen (Haltestelle der Bremgarten-Dietikon-Bahn); eine fährt dabei von Dättwil aus direkt hierher, während die andere einen kleinen Umweg über Fislisbach und Niederrohrdorf macht. Zwei weitere Linien verkehren vom Bahnhof Mellingen Heitersberg (Anschluss an die S-Bahn Zürich) über Oberrohrdorf nach Dättwil bzw. Widen. Ausserdem ist Oberrohrdorf Endstation einer Schnellbuslinie der Gesellschaft Limmat Bus zum Bahnhof Zürich Enge. An Wochenenden verkehrt ein Nachtbus von Baden nach Berikon-Widen.

## Bildung
In Oberrohrdorf gibt es fünf Kindergärten und ein Schulhaus, in dem die Primarschule unterrichtet wird. Die vier Gemeinden Bellikon, Niederrohrdorf, Oberrohrdorf und Remetschwil sind die Träger des Gemeindeverbandes Kreisschule Rohrdorferberg. Rund 300 Lernende in 16 Klassen der Bezirks-, Sekundar- und Realschule werden im Oberstufenzentrum in Niederrohrdorf unterrichtet. Die nächstgelegenen Gymnasien sind die Kantonsschule Baden und die Kantonsschule Wettingen.
Die erste Schule am Rohrdorferberg existierte ab der zweiten Hälfte des 17. Jahrhunderts in Oberrohrdorf; dabei handelte es sich um eine «Winterschule», die nur das Notwendigste an Bildung vermittelte. Nach Einführung der allgemeinen Schulpflicht im Jahr 1805 wurde das Angebot allmählich ausgebaut. 1814 entstand in Oberrohrdorf ein Schulhaus, das 1901 durch ein neues Gebäude abgelöst wurde (dient seit 1975 als Gemeindehaus). 1895 erhielt Staretschwil ein eigenes Schulhaus. 1953 nahm die Sekundarschule den Lehrbetrieb auf, 1974 wurde das Schulzentrum Hinterbächli eröffnet, seither dient das alte Staretschwiler Schulhaus noch dem Musikunterricht.

## Persönlichkeiten
- Martin Merki (1931–2014), Journalist
- Dieter Stamm (* 1965), Autor und Journalist
- Carl Vogler (1874–1951), Musiker
- Martin Vogler (1830–1903), Politiker und Fabrikant